# ライブスチーム

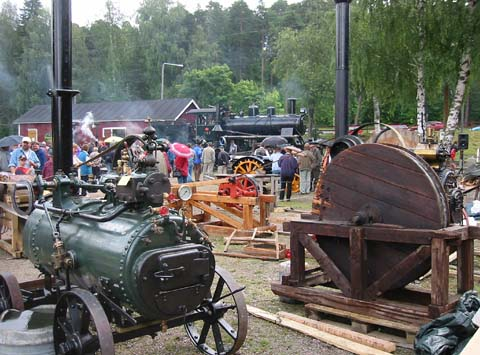
2003年にフィンランドのポルヴォーで開催されたイベントに展示中の可搬式蒸気機関

ライブスチーム (英：Live Steam) とは動態保存の蒸気機関車や蒸気機関模型等、実際に稼動する蒸気機関の総称である。

## 概要

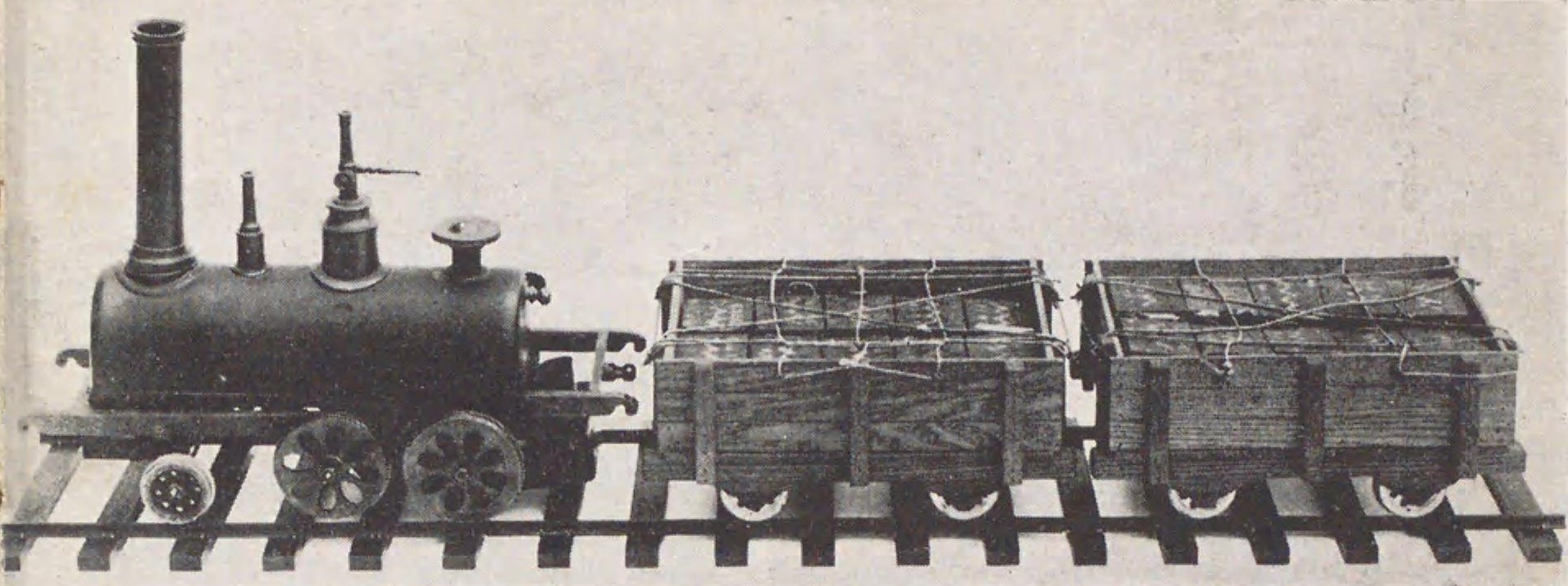
嘉永6年(1853年)に田中久重らが製作した蒸気機関車の雛型

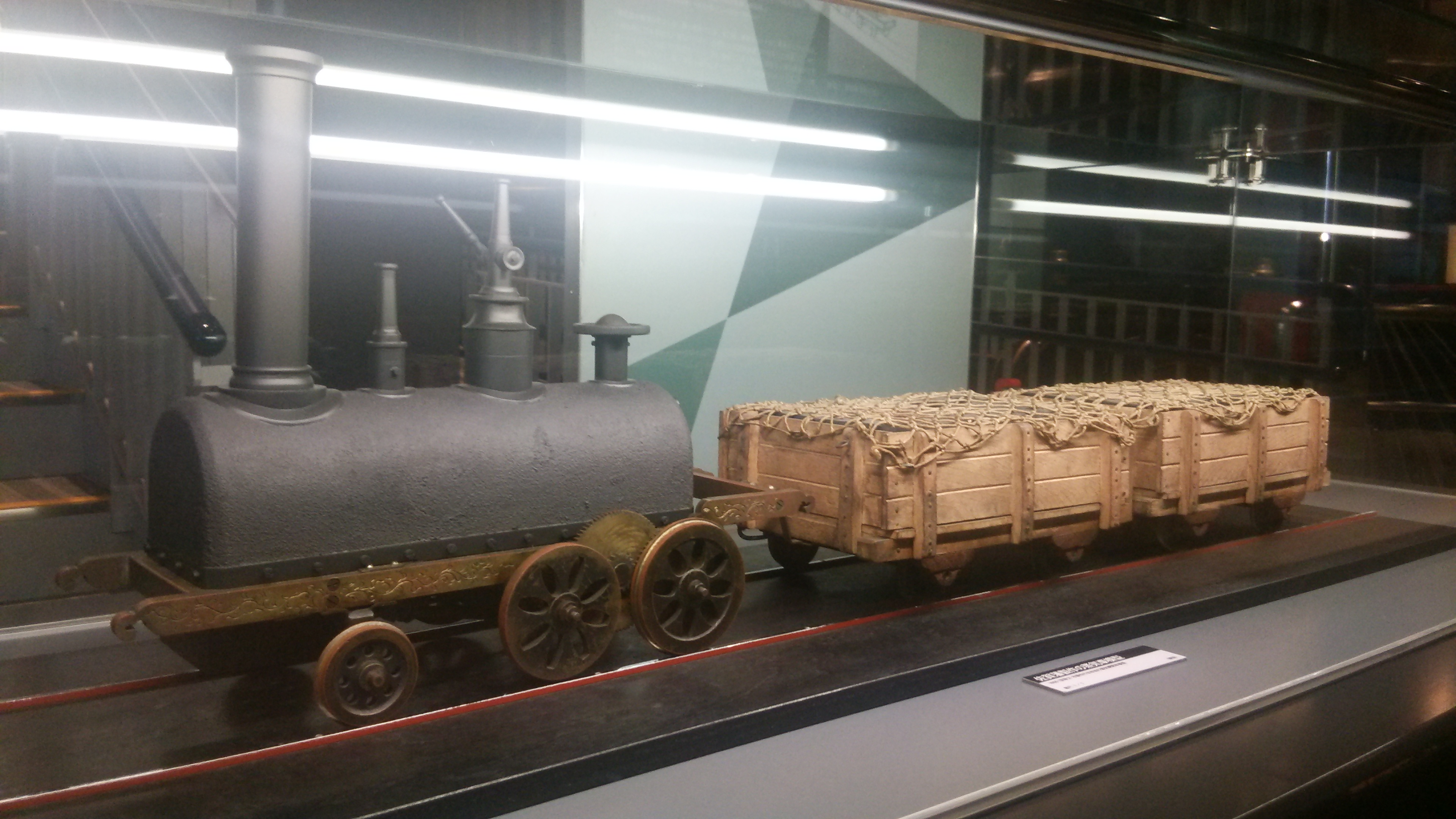
嘉永6年(1853年)に田中久重が製作した蒸気機関車の雛型の復元模型

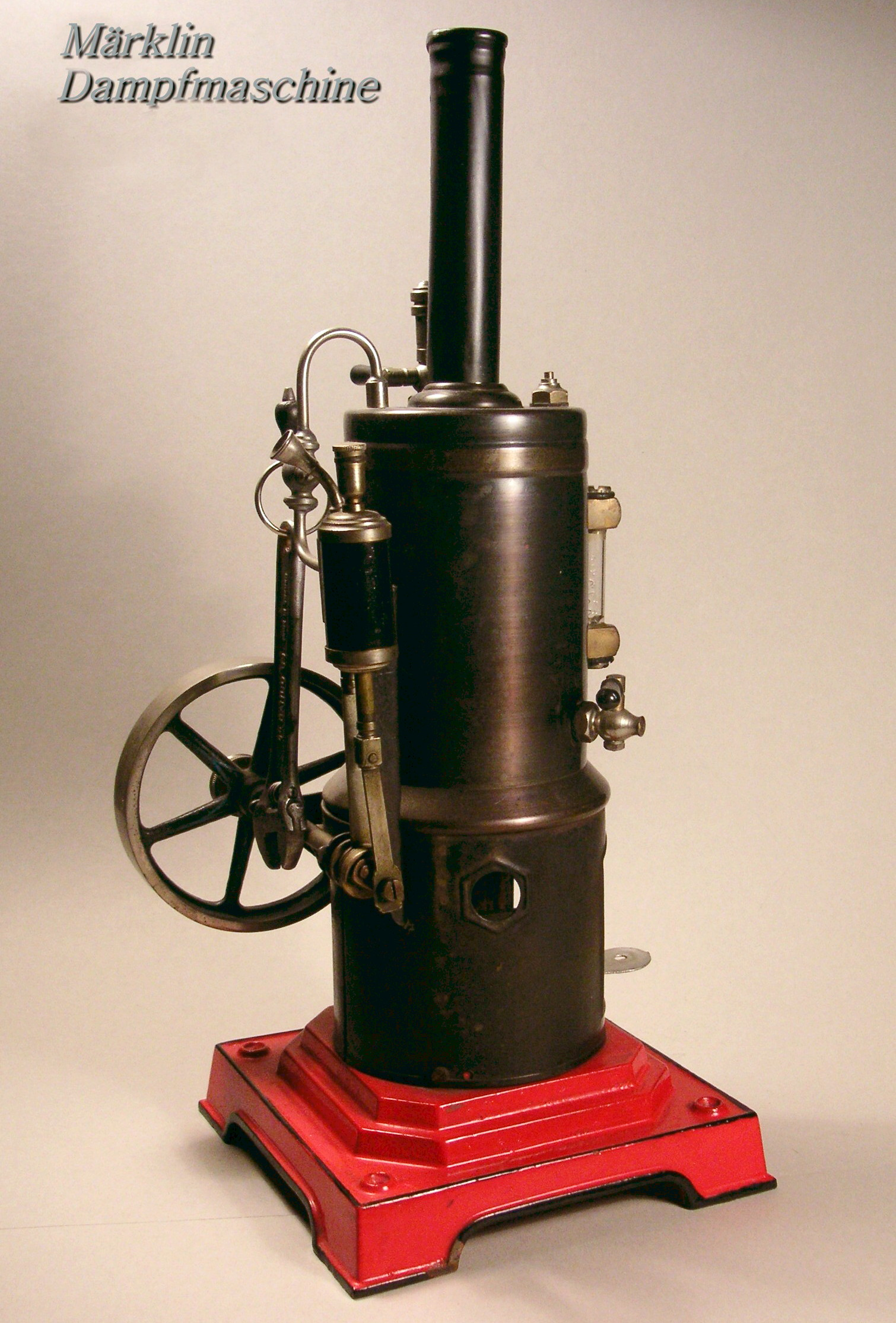
1909年製造のメルクリン製の模型蒸気機関

日本国内では一般的に実物同様の機構を備えて蒸気を発生させて動く模型の蒸気機関車を『ライブスチーム』と呼ぶ傾向があるが、広義には模型だけではなく動態保存されている実物の蒸気機関車、蒸気船、トラクションエンジン 、蒸気自動車 、蒸気ポンプ、蒸気クレーン、定置式蒸気機関、蒸気ハンマなどを総称する言葉である。古くから熱機関の教材としても使用され、技術家庭科の授業で教材として作られる事例もある。
メーカーのキット成品の価格を見ると高額であるような印象を受けるが、工業高校や工業大学の学生が実習やクラブ活動の一環として製作する事例も多々あり、自分で根気よく作れば1番ゲージであれば材料費で数千円から、5インチゲージでは加工費用も含めて数10万円程度に抑えられる程で、工作機械の購入費や機械加工を請け負う中小零細企業への外注を含む場合には自作よりもメーカーの製品を購入する方が安価に収まる（100万円～200万円ほど）が、制作にかかる時間は長期に渡る為に根気が必要となる。
他の鉄道関係の趣味と比較して愛好家が少ない為、海外に比べて相場が比較的安くなり、格安の中古品が出回ることもある。（自作機も同様）

## 構造
実物の蒸気機関と原理的には同じ構造である。ボイラーは単純な構造のあぶり釜やボイラーの中央に煙管のあるセンターフリュー式ボイラーや蒸気機関車に使用されるボイラーを小型化したロコボイラーや瞬間湯沸かし器と同様のフラッシュボイラー等がある。
機関は実物では廃れてしまった首振りエンジンが構造が単純なため、Mamod等の製品や自作の愛好家を中心に今尚、多く使用され、他に小型の蒸気機関では吸気口と排気口の距離を離す事が困難なため、ピストンバルブ式よりもスライドバルブ式の方が使用される。しかし、ピストンバルブを備えた蒸気機関車をスライドバルブで再現しようとすると、リターンクランクの位置が実物とは異なる位置になる。そのため、前後の吸気口を逆になるようにクロスポートが採用される。給水用に軸動ポンプやインジェクタ(注水器)が使用される。
燃料は人が乗るような比較的大型の機種では石炭やLPGが使用され、小型の機種ではメタノールや固形アルコール燃料が使用される。
縮尺模型であっても実物同様の安全管理が求められ、水面計、圧力計、安全弁が備えられるが、水面計と圧力計は小型の場合には省略される場合がある。

## 歴史

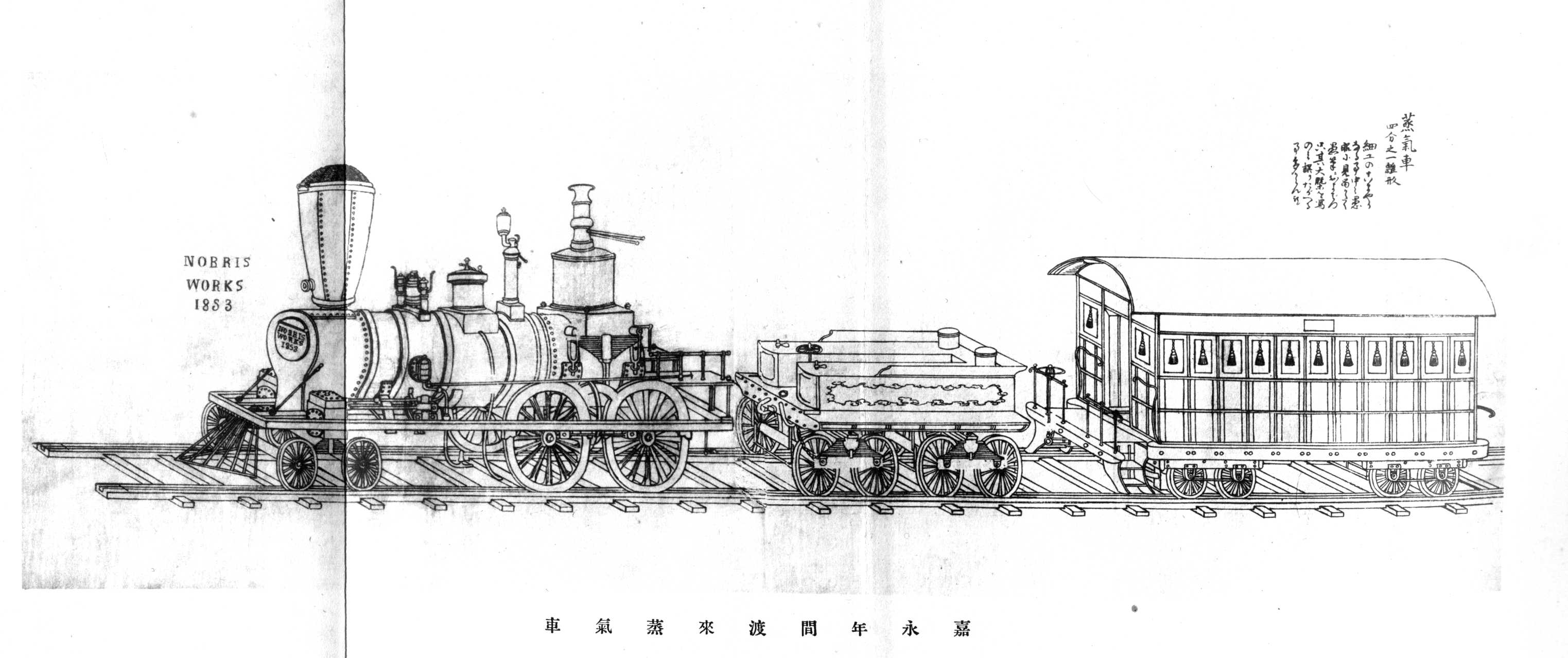
嘉永年間に黒船と共に伝来した蒸気車

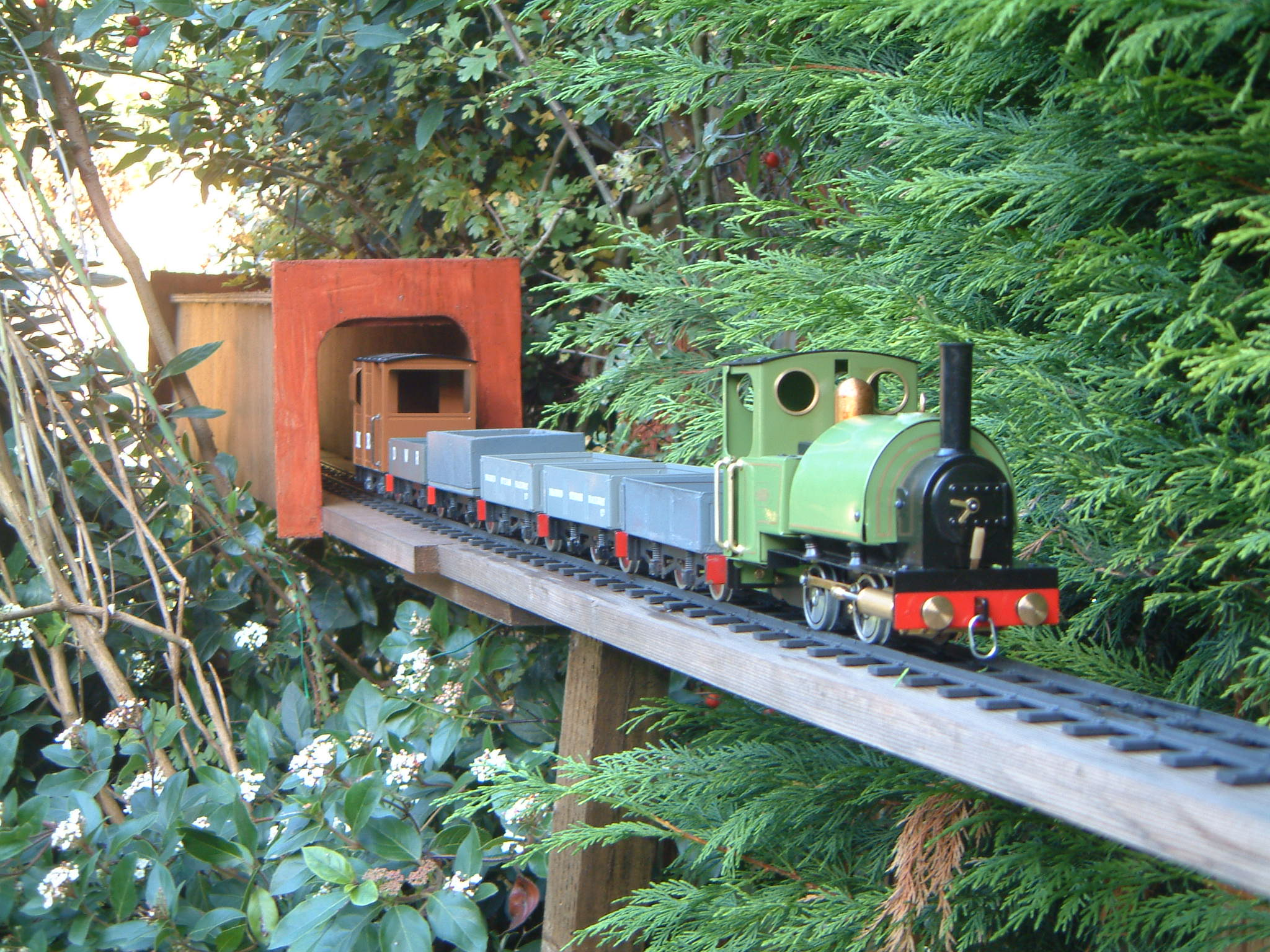
走行中の機関車

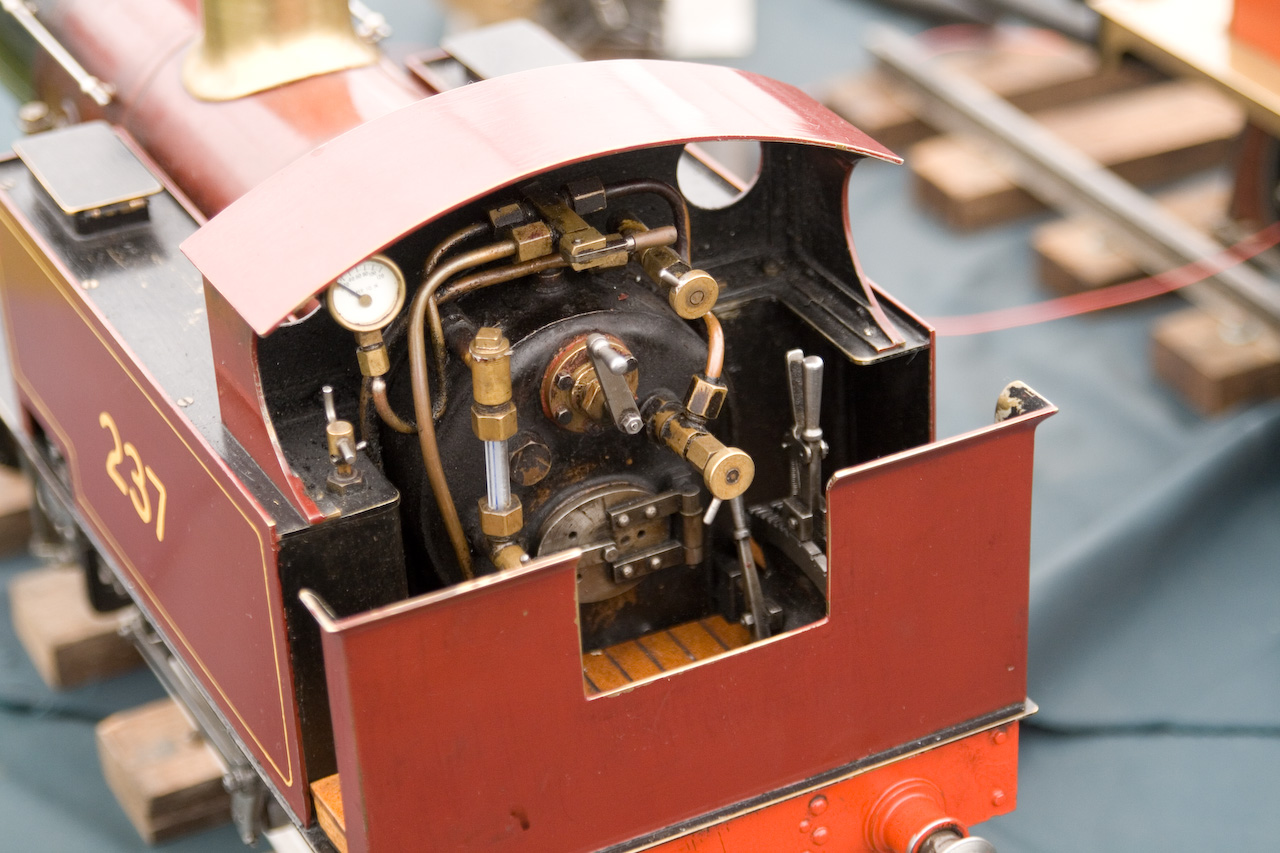
加減弁、水面計が見える。

実物の蒸気機関車を小型化したもので、実際に石炭・石油・アルコールなどの燃料と水を使用した蒸気機関で稼動する。庭園鉄道で使用されることが多い。
その仕掛け上、車両は模型としては大型化せざるを得ず、一般的に軌間 (ゲージ) は32mm、45mm、89mm、127mmなどが使用されるが、小型のものでは軌間9mmや16.5mmを使用する製品も存在する。また1973年には1/240スケールの蒸気機関車がオーストラリアのシドニー在住の愛好家の手によって製作された記録がある。
製作には高度の技術力、工作設備を要し、運転する際は屋外に線路を敷設する必要がある場合が多い。しかし電動に比べ万人向けには高いハードルもライブスチームクラブのメンバーになれば個人所有の線路を拝借できるし、公共の土地にも線路を確保できる（もちろんメリットはそれだけではない）。
日本では、実物の蒸気機関車よりも早く模型の蒸気機関車が登場した。江戸時代末期の1853年、ロシアのエフィム・プチャーチンや1854年、アメリカのマシュー・ペリーが江戸幕府の役人の前で模型蒸気機関車の走行を実演したのがはじまりといわれている。その後、嘉永8年(1855年)、佐賀藩で田中久重、中村奇輔、石黒寛二らによって外国の文献を頼りに軌間130mmの蒸気機関車や蒸気船の雛型 (模型) が製作された。また、同時代に長州藩の中島治平が長崎で購入したか木戸孝允がパリで購入したと伝えられるナポレオン号が山口県立山口博物館に保存されている。加賀の大野弁吉が製作した記録もある。これらの機関車は2003年に国立科学博物館で開催された江戸大博覧会で展示された。蒸気船に関しては佐賀藩以外にも宇和島藩で伊達宗城が軍学者である大村益次郎とちょうちん屋の嘉蔵(前原巧山)に作らせた記録がある。
第二次世界大戦前には『子供の科学』や『科学と模型』などの工作雑誌に田口武二郎、松本正二達によって製作記事が連載され、朝日屋などから部品が販売されていたが、電気式のように手軽ではないライブスチーム特有の扱いにくさから、電動式の普及に伴い、一時期廃れた。1960年代以降、渡辺精一、井上昭雄らが『模型とラジオ』に製作記事を執筆し、末近模型製作所、科学教材社などがキットを販売していたが、本格的な愛好者の拡大にはなかなか結びつかなかった。
1970年代初頭に『模型とラジオ』のスクールズ級の製作記事を読んだアスター精機 (現・アスターホビー) の社員達が、一番ゲージのライブスチーム製品への進出を検討していたフルグレックス社の要請に応じて 当時、主力商品だった機械式レジスタの電子化によって雇用の危機に陥っていた同社の精密機械部門の起死回生の一環として取り組んだ。その結果、誰でも組み立てができる1番ゲージの100%機械加工済みのキットを1975年に販売した。このキットの登場で、これまで機械設備を持たず、欲しくても手に入れることのできなかった愛好者の拡大に繋がった。これ以降はライブスチームルネッサンスとも呼ばれ、その後、新規参入・再参入によりメーカーは徐々に増えた。アメリカのRoundhouse、Chedder、Accucraft、イギリスのMamod、ホーンビィ、バセット・ローク、ドイツのメルクリン、REGNERからもライブスチーム製品が発売されている。
生産に工数が掛かり構造が複雑なため、電気で蒸気を発生させる方式を採用している一部欧州メーカーの製品を除き、市販品では他の模型よりも高価で、日本円にして100万円台の製品もあるが、自分で組み立てる場合には工業科の学生の実習の一環として製造される事例もありそれ程高価ではない。大型のものについては、後部に客車を連結し人間を乗せての走行も可能なことから、理系大学や工業高校における学校祭、鉄道会社や保存施設などのイベントで走る姿を見かけることもある。これらは近年、新聞などで「ミニＳＬ」という通称で紹介されている。

## 船舶模型
この分野では、購入後に機械加工などが要らない製品では斎藤製作所の製品が代表的で、世界中のユーザーに広く用いられている。
船舶模型の場合、無線操縦が必須と成るため、エンジンはサーボモーターで操作しやすい構造に、そして、走行中にボイラーの水位を確認する事が不可能なため、ボイラーは燃料が尽きる迄燃やしても空焚きに成らない構造と容量が求められる。

## エンジン模型
エンジン模型では本体の造形美や、駆動の面白さを追求したり、熱機関に関する理解を深めたりするための教材としての側面があり、必ずしも動力を何かに利用する訳では無い。
完成品ではWilesco、Stuartmodels等が有名であるが、鋳物素材から機械加工したり、図面から完全自作するユーザーも多い分野である。

## 取り扱い上の注意
- 長期間使用していないボイラーの安全弁はボイラー水に含まれるミネラルにより固着している可能性があり、既定の圧力で作動しない事がある。使用前に分解して整備する必要がある。
- ボイラー水に水道水を使用すると、含まれるミネラル成分により安全弁や逆止弁、バルブ類が固着する可能性がある為、なるべく精製水を使用する事が望ましい。
- 古い製品には圧力計がついていないものもある。
- 1970年代 - 1980年代以前の製品にはボイラー、バーナー周辺に石綿を使用しているものがある。

## 主なメーカー
- Accucraft - 1番ゲージの製品を販売。生産は中国。
- アキュレート
- アスターホビー
- アリストクラフト - ラジコン式の1番ゲージを発売。
- Wilesco - 模型蒸気機関を生産。
- 小川精機 - かつて、主に5インチゲージの機関車を販売していた。現在は消耗品のみ販売。
- 大戸製作所 - 蒸気機関の模型や部品を製造、販売。かつては模型とラジオ誌に連載された製作記事の部品を科学教材社に供給していた。[11]
- タカダ模型
- 技巧舎
- 動輪舎
- 和田ワークス
- セントラル鉄道
- 学研 - 大人の科学シリーズで首振り式エンジンを備えた蒸気エンジン自動車[12]とVツイン蒸気エンジン[13]がある。
- トップマン - かつて中学校の技術家庭科の教材として首振り式エンジンをボイラー上に備えたミニゴールドスチームカーを販売していた。[14][15]
- 奈良機械 - かつてスイスのL-S LOCへOEMで供給していた。[16][17]
- 末近模型製作所 - かつて45mmの国鉄型蒸気機関車や5インチゲージの南満州鉄道の機関車等を製造、販売していた。[18]
- あきら製作所 - かつて中学校の技術家庭科の教材として軌間45mmの弁慶号の模型を製造、販売していた。
- 丸山工業 - 中学校の技術家庭科の教材として首振り式エンジンを備えたベビーエレファント号を製造、販売。[19]
- 斎藤製作所斎藤製作所 - 船舶用ボイラー、エンジンと、船舶キットを生産。
- Stuartmodels - イギリスの会社で、図面や鋳物を供給。
- Chedder
- バセット・ローク - ホーンビィ傘下のブランドとして存続する。2000年代初頭にOゲージの製品を復刻発売した。
- ホーンビィ - OOゲージのマラード号やフライング・スコッツマンなどを製品化していた。かつて軌間89mmのロケット号を販売していた。
- ビング - かつてドイツで模型蒸気機関等を生産していた。
- Mamod - イギリスのメーカーで、首振りエンジンの蒸気機関車や蒸気自動車、トラクションエンジンを販売する。
- メルクリン - かつてREGNERからOEMで供給された1番ゲージの製品や定置式蒸気機関の模型を販売していた。
- Roundhouse
- REGNER - ドイツのライブスチームメーカーで、かつてメルクリンにもOEMで供給していた。
- Reeves2000 - イギリスの会社で、図面や鋳物を供給。
- Wufu - 中国の1番ゲージのライブスチームメーカー
- Bowande - 中国の1番ゲージのライブスチームメーカー